# 泡沫蛋糕
海绵蛋糕（英語：Foam cake）是一種較少脂肪材料的蛋糕，它們主要是通過空氣而使蛋白充气。於奶油蛋糕不同，其中包含起酥油，並以發粉或碳酸氢钠用於充气目的，通常具有通風、明亮以及糊狀的特性。海绵蛋糕例如蛋白霜、傑諾瓦士蛋糕或雪芳蛋糕等。